# Helen Duval
Helen Duval, (Edam-Volendam) est le pseudonyme de une actrice pornographique néerlandaise. 

## Biographie
Elle entame sa carrière dans l'industrie du sexe en publiant des articles dans la revue érotique néerlandaise TUK. Elle ne tournera son premier film comme actrice qu'en 1993.

## Filmographie
- 9½ Days (1993)
- The House on Paradise Beach (1996)
- Helen Does Holland (1997)
- Deep Inside Helen Duval (1998)
- Dream Catcher (1998)
- Secrets of Kamasutra (2000)
- Casa Rosso (2002)
- Ice & Fire (2003)
- Quo Vadis (2003)